# Nicejskie wyznanie wiary

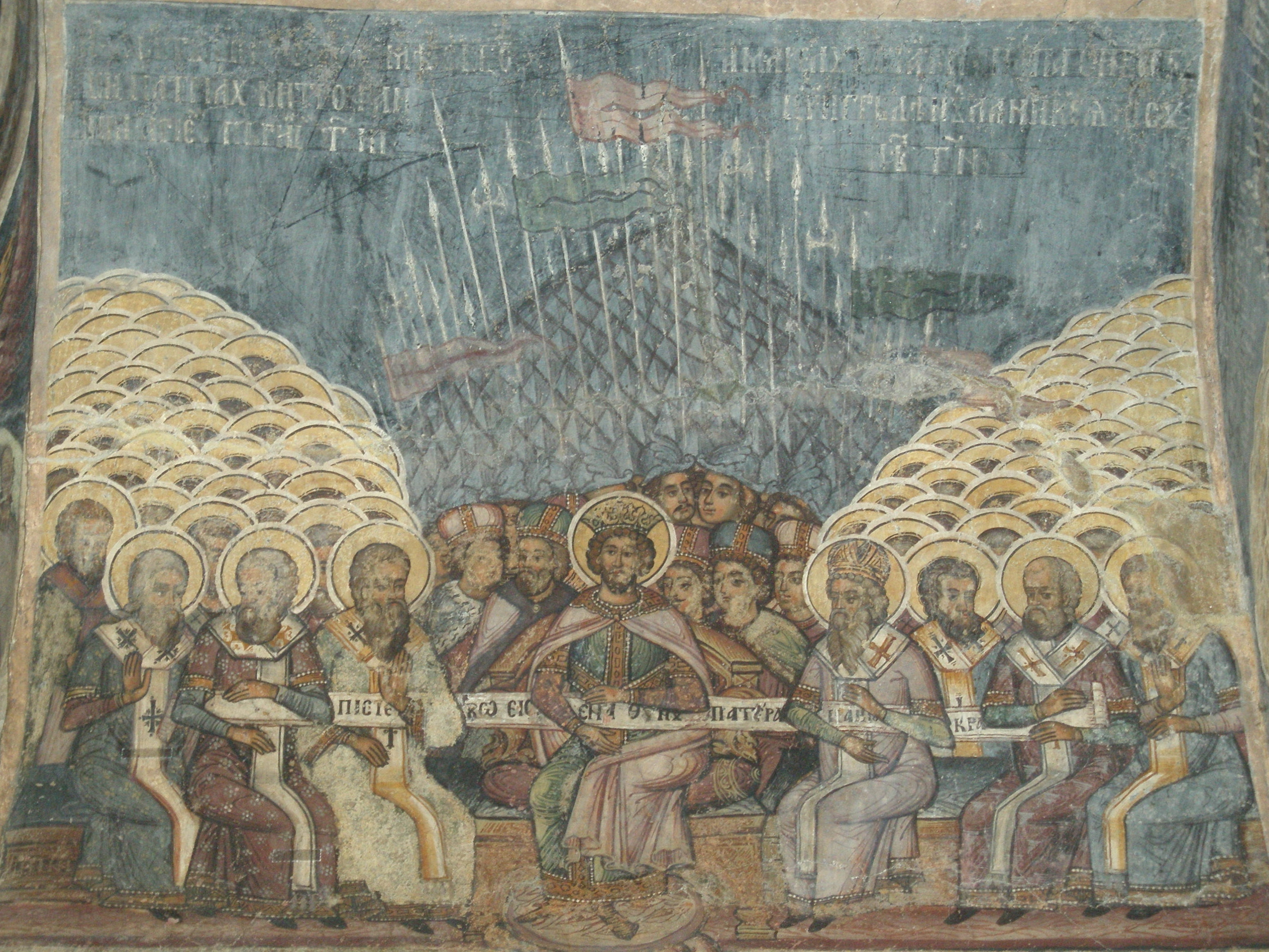
Sobór nicejski ogłaszający Symbol wiary. Cerkiew Stawropoleos w Bukareszcie w Rumunii.

Nicejskie wyznanie wiary – symbol ogłoszony w czasie pierwszego soboru powszechnego w Nicei (325 r.), w którym jako reakcję na tezy arianizmu, umieszczono wyznanie wiary w to, że Jezus Chrystus w swej naturze boskiej jest współistotny (gr. ὁμοούσιος, łac. consubstantialis) Ojcu.

## Geneza symbolu
Głównym powodem ogłoszenia symbolu było pragnienie Ojców soboru nicejskiego, by, wobec kontrowersji ariańskiej, zdefiniować wiarę w Chrystusa – tak, by była ona zgodna z Pismem Świętym i Tradycją Kościoła powszechnego (gr. katholiké ekklesia). Obrony domagała się szczególnie prawda o Jezusie Bogu-człowieku, synu Maryi Dziewicy i Jego, polegającej na współistotności (gr. homousios), relacji do Boga Ojca.
W opracowaniu symbolu Ojcowie Soboru posłużyli się istniejącymi lokalnymi symbolami wiary, dodając do nich techniczne terminy, jak gr. ὁμοούσιος (homousios). Uważa się, że prototypem mogły być wyznania z dwóch ośrodków: Cezarei w Palestynie, z której pochodził Euzebiusz, prawa ręka cesarza Konstantyna, oraz Jerozolimy. Symbol jerozolimski, bardzo podobny do Symbolu nicejskiego, zachował się w katechezach dla katechumenów biskupa miasta, Cyryla (ok. 318-386). Katechezy te były głoszone już po Nicei (325 r.), ale wciąż nie ma w nich mowy o homousios, prawdopodobnie Cyryl Jerozolimski bał się skojarzeń tego terminu z ujęciami sabelianizmu.

## Tekst symbolu
Ponieważ akta soboru nie zachowały się, tekst symbolu można znaleźć w pismach następujących ich uczestników:
- Euzebiusz z Cezarei, bliski współpracownik cesarza Konstantyna, na soborze siedział zawsze po prawicy tronu cesarskiego, i miał decydujący wpływ na redakcję Symbolu. Jego tekst przesłał swojej diecezji w Cezarei w Palestynie[6] w Liście do diecezjan (Epistola ad dioecesianos)[7].

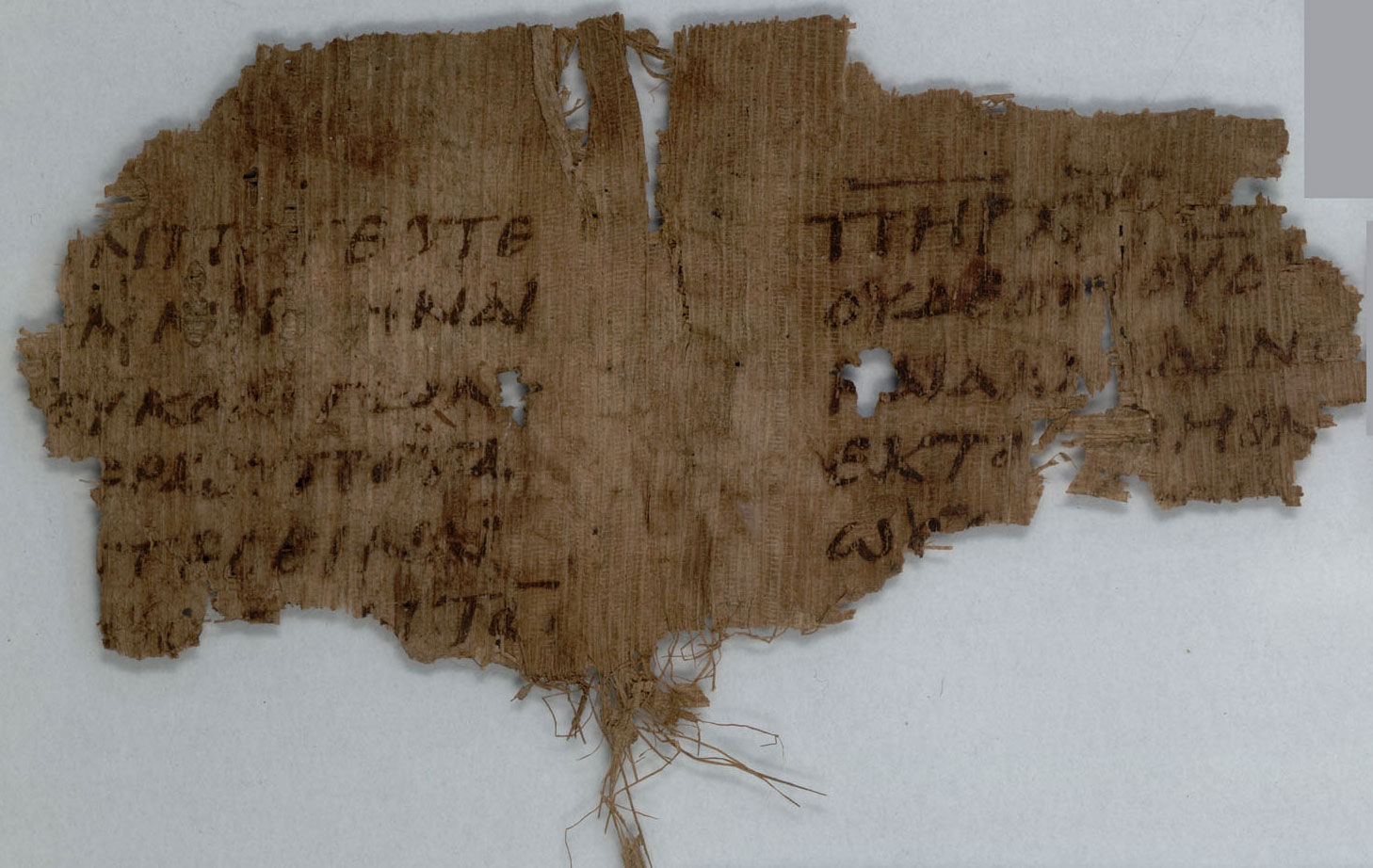
Tekst Symbolu nicejskiego na papirusie z Oksyrynchos (p2067, tom XVII), V wiek.

- Atanazy Wielki (295–373) – był na soborze w wieku trzydziestu lat jako sekretarz biskupa Aleksandrii, Aleksandra. Ariusz, którego poglądy były omawiane i potępione na soborze, był księdzem tej właśnie diecezji[8]. Atanazy przesłał nicejski symbol wiary cesarzowi Jowianowi w liście: Epistula ad Iovianum imperatorem[9]. Zamieścił go również w dziele De decretis Nicaenae synodi, rozdz. 37, par.2[10].

Wczesnym świadkiem tekstu Symbolu jest też List 125,2 Bazylego Wielkiego (329–379). Natomiast tekst przekazany przez sobór chalcedoński nie jest uważany za wierny.
Łaciński tekst zachował się u Hilarego z Poitiers w De synodis, 84.
| Greka | Łacina | Polski |  |
| --- | --- | --- |  |
| Πιστεύομεν εἰς ἕνα Θεόν, πατέρα παντοκράτορα, πάντων ὁρατῶν τε καὶ ἀοράτων ποιητήν, και εἰς ἕνα κύριον ’Ιησοῦν Χριστόν, τὸν υἱὸν τοῦ θεοῦ, γεννηθέντα ἐκ τοῦ Πατρὸς μονογενῆ, τουτέστιν ἐκ τῆς ουσίας τοῦ Πατρός, Θεὸν ἐκ Θεοῦ, φως ἐκ φωτός, Θεὸν ἀληθινὸν ἐκ Θεοῦ ἀληθινοῦ, γεννηθέντα οὐ ποιηθέντα, ὁμοούσιον τῷ πατρί, δι’ οὗ τὰ πάντα εγένετο, τά τε ἐν τῷ οὐρανῷ καὶ τὰ ἐν τῇ γῇ, τον δι’ ἡμας τοὺς ανθρώπους καὶ δια την ἡμετέραν σωτηρίαν κατελθόντα καὶ σαρκωθέντα, ἐνανθρωπήσαντα, παθόντα, καὶ ἀναστάντα τῇ τριτῃ ἡμέρᾳ, [καὶ] ἀνελθόντα εἰς τοὺς ουρανούς, ερχόμενον κρῖναι ζῶντας καὶ νεκρούς. καὶ εἰς το ἅγιον πνεῦμα. Τοὺς δὲ λέγοντας· «ἡν ποτε ὅτε οὐκ ἦν», καὶ «πριν γεννηθῆναι οὐκ ἦν», καὶ ὅτι ἐξ οὐκ ὄντων εγένετο, ἢ ἐξ ἐτερας ὑποστάσεως ἢ ουσιας φάσκοντας εἶναι, ἢ κτιστὸν [-!], ἢ τρεπτον ἢ αλλοιωτὸν τὸν υἱὸν τοῦ θεοῦ, ἀναθεματίζει ἡ καθολικὴ ἐκκλησία. | Credimus in unum Deum, Patrem omnipotentem, omnium visibilium et invisibilium factorem. Et in unum Dominum nostrum [-!] Iesum Christum Filium Dei, natum ex Patre unigenitum, hoc est de substantia Patris, Deum ex Deo, lumen ex lumine, Deum verum de Deo vero, natum, non factum, unius substantiae cum Patre (quod graece dicunt homousion) [–!], per quem omnia facta sunt, quae in caelo et in terra, qui [propter nos homines et] propter nostram salutem descendit, incarnatus est et homo factus est et passus est, et resurrexit tertia die, et ascendit in caelos, venturus iudicare vivos et mortuos. Et in Spiritum Sanctum. Eos autem qui dicunt: «erat, quando non erat,» et «antequam nasceretur, non erat,» et «quod de non exstantibus factus est,» vel ex alia, substantia aut essentia, dicentes creatum, aut convertibilem et demutabilem Filium Dei, hos anathematizat catholica et apostolica ecclesia. | Wierzymy w jednego Boga Ojca Wszechmogącego, Stworzyciela wszystkich rzeczy widzialnych i niewidzialnych. I w jednego Pana Jezusa Chrystusa, Syna Bożego, zrodzonego z Ojca, jednorodzonego, to jest z istoty Ojca, Boga z Boga, Światłość ze Światłości, Boga prawdziwego z Boga prawdziwego, zrodzonego, a nie uczynionego, współistotnego Ojcu, przez którego wszystko się stało, co jest w niebie i co jest na ziemi, który dla nas ludzi i dla naszego zbawienia zstąpił i przyjął ciało, stał się człowiekiem, cierpiał i zmartwychwstał trzeciego dnia, wstąpił do nieba, przyjdzie sądzić żywych i umarłych. I w Ducha Świętego. Tych, którzy mówią: «był kiedyś czas kiedy go nie było» lub «zanim się narodził nie był» lub «stał się z niczego» lub pochodzi z innej hipostazy, lub z innej substancji [niż Ojciec], lub, że Syn Boży jest zmienny i przeobrażalny, tych wszystkich powszechny i apostolski Kościół wyłącza. |  |

## Recepcja
Termin odnoszący się do natury boskiej Chrystusa współistotny (gr. homoousios) spotkał się po Soborze z zastrzeżeniami ze strony pewnych biskupów, którzy w 341 r. wykorzystali synod zwołany przez cesarza Konstancjusza II w Antiochii, aby zaproponować Credo, które by unikało tego terminu.